# كوتا لسمشيما
كوتا لسمشيما (باليابانية: 鮫島 晃太) (24 يونيو 1992 في كاغوشيما في اليابان – )؛ هو لاعب كرة قدم ياباني سابق كان يلعب كلاعب وسط.

## وصلات خارجية
- كوتا لسمشيما على موقع رابطة كرة القدم اليابانية للمحترفين (اليابانية)
- كوتا لسمشيما على موقع قاعدة بيانات كرة القدم.إي يو (الإنجليزية)
- كوتا لسمشيما على موقع Soccerway.com (الإنجليزية)
- كوتا لسمشيما على موقع عالم كرة القدم.نت (الإنجليزية)
- كوتا لسمشيما على موقع كووورة